# 베크마이스터 하모니즈
《베크마이스터 하모니즈》(Werckmeister Harmoniak, Werckmeister Harmonies)는 이탈리아에서 제작된 벨라 타르 감독의 2000년 드라마 영화이다. 라스 루돌프 등이 주연으로 출연하였다.
2016년 BBC 폴에서 이 영화는 2000년 이후 100개의 최고 영화 가운데 하나로 선정되었다.(56위)

## 출연

### 주연
- 라스 루돌프
- 피터 피츠
- 한나 쉬굴라

### 조연
- 야노스 데르즈시
- 푸티이 호르바스

## 기타
- 의상: 야노스 브렉클
- Ass-PD: 벨라 타르